# Francesco Antonio Pistocchi
Francesco Antonio Pistocchi   (Palerm, 1659 - Bolonya, 13 de maig de 1726), també conegut com a Pistocchino, va ser un compositor, llibretista, alt castrat i professor de cant italià.

## Biografia
Pistocchi va néixer a Palerm, on el seu pare Giovanni Pistocchi treballava com a violinista i cantant en aquell moment. El 1661 els seus pares es van traslladar a Bolonya perquè el seu pare va trobar feina com a violinista a la capella de la catedral de la Basílica de San Petronio. Fins i tot quan tenia tres anys, Pistocchi va cridar l'atenció amb la seva bella veu i "va encantar el cor de tots els oients en concerts públics amb les seves cançons". Fins i tot a aquesta jove edat, va informar en el epígraf a les primeres composicions de la seva mà que es van imprimir el 1667, quan Pistocchi tenia vuit anys, que apareixia regularment a les esglésies, però també en concerts privats de cardenals i del gran duc de Toscana per dissipar dubtes que un nen podria haver creat aquestes composicions.
Fins i tot quan era nen va treballar a la capella de la basílica de San Petronio de Bolonya. Als 15 anys, l'any 1674, va pujar per primera vegada a l'escenari de Ferrara. Com a resultat, va ser alliberat de la capella de la catedral l'any 1675, però "els teatres ja es barallaven per la nova estrella naixent, i els aplaudiments i l'admiració el van rebre per tot arreu".
Tanmateix, Pistocchi aviat perdria la veu. Franz Haböck, a diferència dels investigadors que va citar, ho atribueix al fet que el seu pare el va entrenar per ser soprano i el va obligar a fer papers de soprano, encara que el seu rang natural de veu fos alt. Després, Pistocchi va anar a Venècia, on va recuperar minuciosament la veu, nota per nota. Va ser només després de 1687 que Pistocchi es pot tornar a trobar, ara com a alt castrat, en diverses produccions d'òpera al nord d'Itàlia.
Durant la seva “crisi vocal” a Venècia, Pistocchi va conèixer el compositor Domenico Gabrielli, que també venia de Bolonya i treballava a la capella de la catedral de San Petronio. Sobretot, el mateix Pistocchi va continuar component amb diligència i ja el 1679 la seva primera òpera Leandro es va representar en un teatre de titelles venecià, amb els cantants cantant darrere l'escenari.
El 1687 esdevingué membre de l'Accademia Filarmonica de Bolonya com a cantant i només a partir d'aquest any a l'escenari d'òpera, primer a Parma i després a Piacenza, Mòdena i Bolonya. "Es va posar especial èmfasi en la sensibilitat, el gust i la gràcia insuperable del seu art." Al desembre, juntament amb el seu amic Giuseppe Torelli i Nicola Paris, va ser reclutat pel margravi Jordi Frederic II de Brandenburg-Ansbach i va marxar cap a Alemanya. Va treballar allà com a director de banda des de 1696. A Ansbach, a més de l'obra pastoral Il Narciso (març de 1697), es va representar l'any 1699 l'òpera Le pazzie d'amore e dell'interest, que va compondre, en la qual ell mateix va assumir el paper de Rosmiro i amb la qual es va obrir l'"Ansbach Court Theatre". Durant la seva estada a Ansbach, el més tard famós violinista Johann Georg Pisendel va prendre lliçons de Pistocchi i Giuseppe Torelli.
A finals de 1699 va anar a Viena i va escriure una petita òpera per al comte Nicolo Minato da Bergamo basada en el seu propi llibret anomenat La risa di Democrito, que es va representar a Viena el febrer de 1700 "amb bon èxit".
Ja el maig de 1700, Pistocchi va deixar Viena i va tornar a Bolonya, on va tornar a ser contractat com a cantant de concert, a la capella de la basílica de San Petronio. Per a la participació en un concert de l'església, es va acordar un pagament contractual de 5 lires, que és relativament poc. Tanmateix, el contracte també va alliberar Pistocchi per aparèixer en altres llocs i als escenaris d'òpera com ell desitjava. Va aparèixer a Parma el 1701 i a Milà el 1702. El 1702 es va convertir en virtuós di camera e di capella amb el gran duc de Toscana Ferran de Mèdici.
El 1703 va tornar a Bolonya i va interpretar un motet de vuit parts en honor al sant el 4 d'octubre, festa del patró de la Basílica de San Petronio.
Després d'un compromís com a Vitige a La fede tradita de Francesco Gasparini (UA Venècia, Teatre San Cassiano 1704), es va acomiadar de l'escenari amb la seva aparició com a Antioco a Il più fedele tra Fassalli de Tomaso Albinoni (UA Gènova, Teatro del Falcone 1705). Pel que sembla, les seves pròpies habilitats de cant ja havien disminuït considerablement en aquell moment. En un sonet certament satíric es diu d'ell: "Quan Pistocchi fa un tril, és gairebé com el so que fa quan es sacseja un gran sac de fruits secs".

## Escola de cant de Bolonya
Després de la seva retirada dels escenaris, Pistocchi va continuar escrivint la seva pròpia música, des de 1692 era actiu al departament de compositors de l'Accademia Filarmonica de Bolonya. El 1715 es va fer monjo i va ser ordenat sacerdot, i ara produïa cada cop més música per a ocasions de l'església, incloent diversos oratoris.
Finalment va fundar la seva famosa escola de cant, que, juntament amb les de Nàpols i Venècia, era una de les més importants de tota Itàlia. L'escola de Pistocchi esdevingué especialment important per a la formació dels castrati.

Luigi Leonesi escriu sobre les peculiaritats de la seva tècnica d'entrenament del cant en una nota al peu de la reedició de l'Opinioni de cantori antichi, e moderni o sieno osservazioni sopra il canto figurato de Pier Francesco Tosi, que va connotar:
| « | "El famós Pistocchi va fer servir molt d'estudi i diligència per ensenyar als seus alumnes una pronunciació perfecta, amb el resultat que van fer entendre als seus oients totes les paraules, amb la distinció, quan calia, de lletres dobles. No es va tenir menys cura dels diftongs, i no es va donar l'inconvenient que avui és tan freqüent, de posar l'accent a l'última vocal quan va precedida d'una altra, per exemple: io, mia, tuò, lei, etc." "Pistocchi va dedicar molt d'esforç i diligència a ensenyar als seus alumnes la pronunciació correcta i la precisió, sobretot quan es tracta de duplicar el so [la mateixa lletra/so dues vegades seguides], de manera que l'espectador pugui entendre cada paraula cantada. No va posar menys esforç en els diftongs (pronúncia correcta dels) i, en particular, en treure els alumnes de l'hàbit de posar l'accent en l'última de les dues vocals (en un diftong), que és tan habitual avui dia, p. B. parlar mío i no mió." | » |

L'èxit de la seva formació de cant va ser tremend, tant que el seu alumne Antonio Bernacchi, que inicialment va fracassar amb el públic després de completar la seva formació amb Pistocchi i seguir les seves instruccions fins al més mínim detall, va ser celebrat com "un dels millors cantants de el seu temps".
Els graduats més famosos de la seva escola inclouen:
- Antonio Bernacchi
- Stefano Pasi
- Gaetano Berenstadt
- Giovanni Battista Minelli
- Giovanni Antonio Riccieri
- Annibale Pio Fabri
- Francesca Boschi, també coneguda com Francesca Vanini
- Valentino Urbani, també conegut com a Valentini
- Farinelli, probablement el castrat més famós del segle XVIII, també va ser aprenent de Pistocchi.[13]

L'escola de cant bolonyesa va ser continuada posteriorment pel seu alumne Antonio Bernacchi. Pistocchi es va retirar al monestir de S. Filippo Neri prop de Forli, on va compondre àries, cantates i oratoris.
Pistocchi va morir el 13 de maig de 1726. El 14 de maig, l'Accademia Filarmonica de Bolonya va celebrar un gran servei fúnebre amb la seva música a l'església de San Giovanni in Monte.[16]
Apreciació L'escola de cant bolonyesa va ser continuada posteriorment pel seu alumne Antonio Bernacchi. Pistocchi es va retirar al monestir de S. Filippo Neri prop de Forli, on va compondre àries, cantates i oratoris.
Pistocchi va morir el 13 de maig de 1726. El 14 de maig, l'Accademia Filarmonica de Bolonya va celebrar un gran servei fúnebre amb la seva música a l'església de San Giovanni in Monte.[16]
ApreciacióL'escola de cant bolonyesa va ser continuada posteriorment pel seu alumne Antonio Bernacchi. Pistocchi es va retirar al monestir de S. Filippo Neri prop de Forli, on va compondre àries, cantates i oratoris.
Pistocchi va morir el 13 de maig de 1726. El 14 de maig, l'Accademia Filarmonica de Bolonya va celebrar un gran servei fúnebre amb la seva música a l'església de San Giovanni in Monte.[16]

## Apreciació
A més de Pistocchi, el compositor, professor de cant i teòric Pier Francesco Tosi va treballar a l'escola de cant de Bolonya, que també va reconèixer a Pistocchi com el “cantant més famós de tots els temps” al seu llibre de text de cant "Opinioni de' cantori antichi e moderni, o sieno osservazioni sopra il canto figurato, que "va fer el seu nom immortal en ser l'únic inventor d'un home madur i d'un gust inimitable i havia ensenyat totes les belleses de l'art sense ser contrari als temps."
Agricola va afegir en una nota a peu de pàgina a Pistocchi en la seva traducció alemanya de les Opinioni de' cantori antichi, e moderni o sieno osservazioni sopra il canto figurato:
| « | "L'art de cantar, sens dubte, té moltes millores per agrair-li. La majoria dels cantants que es van fer famosos a Wälschland després d'ell van ser els seus alumnes. També tenia el secret de deixar que cadascú cantés segons la seva capacitat i les característiques especials de la seva veu. Per tant, l'estil de cant de molts estudiosos era molt diferent entre ells, però sempre va ser bo perquè va saber separar la bellesa accidental de l'essencial en l'art del cant." | » |

## Obres escèniques
- Il Leandro (Camillo Badovero), drama per a música (5. Maig 1679 Venècia, Teatro alle Zattere; 1682 Venècia, S. Moisè als Gli amori fatali)
- Il Narciso, Pastorale per musica (Març de 1697 Ansbach, per a l'obertura del teatre de la cort). (urn:nbn:de:bvb:824-04-1-n-iii-469-d-4)
- Le pazzie d’amore e dell’interesse (Pistocchi), Idea dramatica per musica (16 de juny de 1699 Ansbach), amb ell mateix com a Rosmiro. (urn:nbn:de:bvb:824-04-1-n-iii-470-h-5)
- La risa di Democrito (Nicolò Minato), Entreteniment per a la música (17 de febrer de 1700 Viena)
- La pace tra l’armi (Pistocchi), Serenata (5. setembre 1700 Ansbach)
- I rivali generosi (Zeno), Drama per a la música (abril de 1710 Reggio Emilia)

### Oratori
- Il Martirio di S. Adriano